# Otto Hauser (författare)
Otto Hauser, född den 22 augusti 1876 i Dianes vid Vrbovec i Kroatien, död den 26 maj 1944 i Blindendorf i Niederösterreich, var en österrikisk författare.
Hauser bedrev studier i Wien och utövade en omfattande verksamhet som översättare från såväl österländska som europeiska språk (från svenska, jämte inledning, i Aus fremden Zungen 1902; Verlaine, Dante, Rossetti, Swinburne, Wilde, Longfellow, van Eeden, Li-taipe, nederländsk, dansk och serbisk lyrik med mera), litteraturforskare (Die japanische Dichtung, 1904, Die chinesische Dichtung och Die Urform der Psalmen, 1907) och vitter författare (Ethnographische Novellen, 1901, Lehrer Johannes Johansen, 1902, dramat Mutter und Sohn, 1903, Lucidor der unglückliche, 1905, 1848, 1907, Spinoza, 1908 med flera).